# Senecio antisanae
Senecio antisanae là một loài Senecio trong họ Asteraceae được tìm thấy ở vùng núi ẩm ẩm cận nhiệt đới hoặc nhiệt đới của Ecuador. Nó bị đe dọa bởi [[mất môi trường sống []].
Nó là một loài thân thảo mặt đất chỉ được biết đến từ một vài bộ sưu tập cũ Andes. Quần thể duy nhất với thông tin vị trí chi tiết đã được ghi nhận tại các Hacienda del Isco, các chân đồi của Volcan Antisana ở Cordillera của Quito (Ecuador), 
in 1845.
Quần thể phụ này nay có thể nằm trong khu bảo tồn sinh thái Antisana,

## Hình ảnh